# Gehée
Gehée là một xã ở tỉnh Indre khu vực trung bộ Pháp. Xã này có diện tích 22,75 km², dân số thời điểm năm 1999 là 301 người. Khu vực này có độ cao trung bình 200 mét trên mực nước biển.